# Julian Schuster
Julian Schuster (Bietigheim-Bissingen, 15 aprile 1985) è un allenatore di calcio ed ex calciatore tedesco, di ruolo centrocampista, tecnico del Friburgo.

## Carriera
Ha giocato nella prima e nella seconda divisione tedesca.
Dalla stagione 2024/2025, è l'allenatore del Friburgo.

## Statistiche

### Statistiche da allenatore
Statistiche aggiornate al 17 maggio 2025.
| Stagione        | Squadra         | Campionato      | Campionato | Campionato | Campionato | Campionato | Coppe nazionali | Coppe nazionali | Coppe nazionali | Coppe nazionali | Coppe nazionali | Coppe continentali | Coppe continentali | Coppe continentali | Coppe continentali | Coppe continentali | Altre coppe | Altre coppe | Altre coppe | Altre coppe | Altre coppe | Totale | Totale | Totale | Totale | % Vittorie | Piazzamento |
| Stagione        | Squadra         | Comp            | G          | V          | N          | P          | Comp            | G               | V               | N               | P               | Comp               | G                  | V                  | N                  | P                  | Comp        | G           | V           | N           | P           | G      | V      | N      | P      | %          | Piazzamento |
| --------------- | --------------- | --------------- | ---------- | ---------- | ---------- | ---------- | --------------- | --------------- | --------------- | --------------- | --------------- | ------------------ | ------------------ | ------------------ | ------------------ | ------------------ | ----------- | ----------- | ----------- | ----------- | ----------- | ------ | ------ | ------ | ------ | ---------- | ----------- |
| 2024-2025       | Friburgo        | BL              | 34         | 16         | 7          | 11         | CG              | 3               | 2               | 0               | 1               | -                  | -                  | -                  | -                  | -                  | -           | -           | -           | -           | -           | 37     | 18     | 7      | 12     | 48,65      | 5º          |
| Totale carriera | Totale carriera | Totale carriera | 34         | 16         | 7          | 11         |                 | 3               | 2               | 0               | 1               |                    | -                  | -                  | -                  | -                  |             | -           | -           | -           | -           | 37     | 18     | 7      | 12     | 48,65      |             |

## Palmarès

### Club

#### Competizioni nazionali
- Campionato tedesco di seconda divisione: 2

Friburgo: 2008-2009, 2015-2016